# Brad Davis (voetballer)
Bradley Joseph Davis (Saint Charles, Missouri, 8 november 1981) is een Amerikaanse profvoetballer die bij voorkeur als linkshalf speelt. Hij verruilde in 2006 San Jose Earthquakes voor Houston Dynamo, waarvoor hij vervolgens meer dan 200 competitiewedstrijden speelde.

## Clubcarrière
Davis werd als derde gekozen in de MLS SuperDraft 2002 door MetroStars. In z'n eerste seizoen speelde hij 24 wedstrijden waarin hij vier keer scoorde. Na zijn eerste jaar vertrok hij naar Dallas Burn.
In 2005 tekende hij bij San Jose Earthquakes waar hij 18 keer voor uitkwam en 2 goals voor scoorde. Hij vertrok al snel weer en tekende daarna bij Houston Dynamo. In Texas vond hij zijn plaats. In 2011 gaf hij het hoogste aantal assists in MLS en was hij in de race voor de MVP Award, een prijs voor de belangrijkste speler.

## Interlandcarrière
Davis maakte zijn debuut voor de Verenigde Staten op 7 juli 2005 in een Gold Cup wedstrijd tegen Cuba.